# Antonio Suntach
Antonio Suntach, né en 1744 à Bassano, et mort en 1828, est un graveur italien, principalement de reproduction.

## Biographie
Antonio Suntach naît en 1744 à Bassano.
Il commence sa carrière chez Giovanni Volpato avec Remondini à Bassano, copiant des tirages d'après Kauffman et Morland. Marié en 1771, il s'installe à son propre compte à Bassano avec le soutien de la famille Ferrari, prend sa retraite en 1816 et vend son entreprise (avec six presses) et son stock à Remondini pour 58 500 lires.

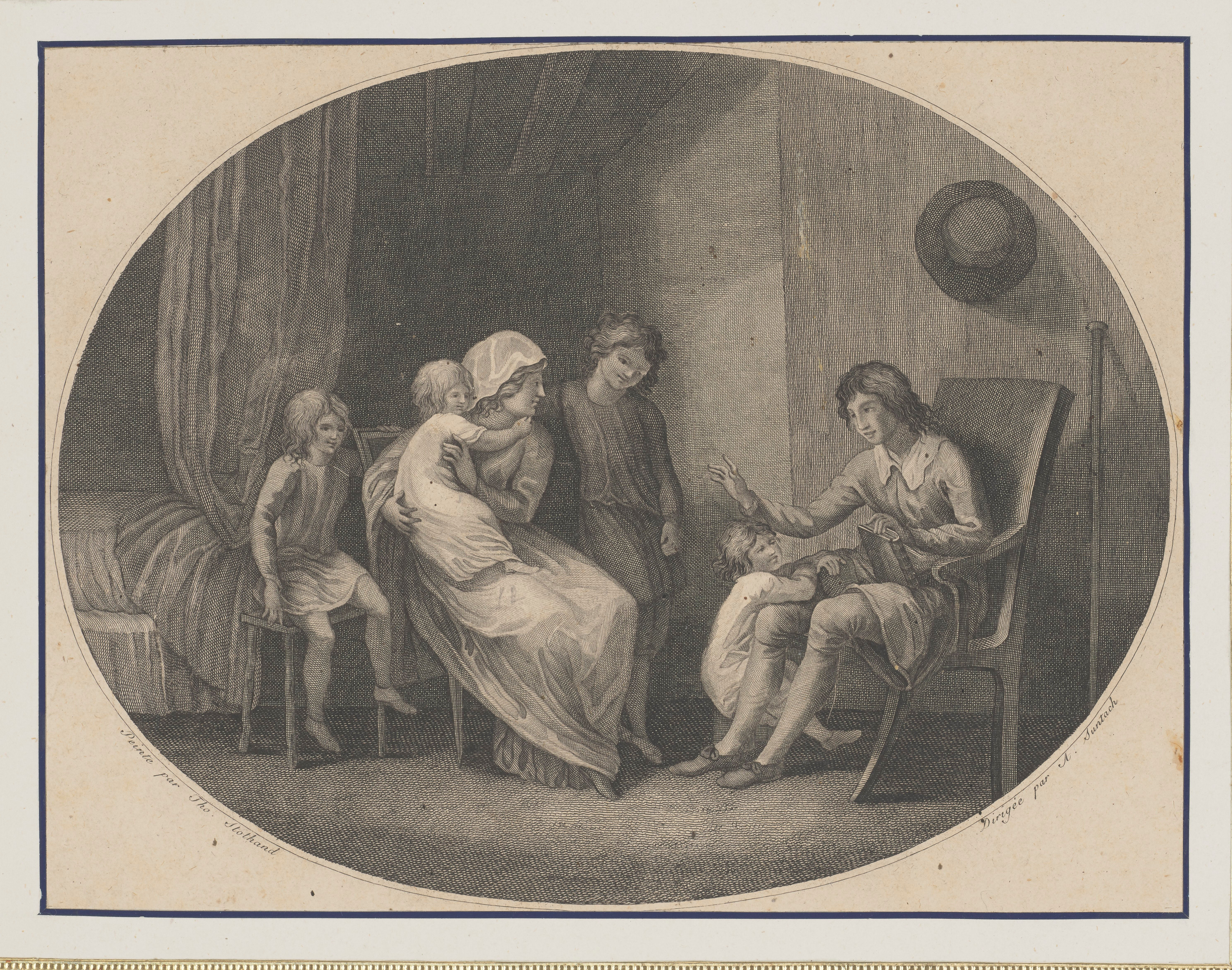
by Antonio Suntach

Son fils Giovanni (1776-1842), également graveur, est formé par les frères Schiavonetti à Londres.
Actif à Paris et à Vienne, il meurt en 1828.
Il forma Giovanni Vendramini.